# Francis Hill
Sir James William Francis Hill (* 15. September 1899 in Lincoln; † 6. Januar 1980) war ein britischer Jurist, Historiker und Politiker.
Nachdem Hill am Ende des Ersten Weltkriegs im King’s Royal Rifle Corps gedient hatte, studierte er am Trinity College (Cambridge) bis 1925 Rechtswissenschaft. Ab 1926 arbeitete er als Anwalt und später als Partner einer Anwaltskanzlei in Lincoln. Hill verfasste lokalhistorische Werke über die Geschichte Lincolns und Lincolnshires im Mittelalter, der frühen Neuzeit und im 19. Jahrhundert. Zudem war er seit 1934 Mitglied des College Councils der Nottingham University und von 1972 bis 1978 Kanzler der Universität. 
Seit den 1930er Jahren war Hill kommunalpolitisch aktiv: 1932 wurde er in den Stadtrat von Lincoln gewählt und blieb dort bis 1974 Mitglied, zunächst als Ratsherr, dann als Alderman. 1945/1946 bekleidete er das Amt des Bürgermeisters der Stadt. Hill engagierte sich darüber hinaus in verschiedenen kommunalen Spitzenorganisationen: Von 1957 bis 1966 war er Vorsitzender der britischen Association of Municipal Corporations, von 1966 bis 1968 Präsident der Europäischen Kommunalkonferenz beim Europarat und von 1967 bis 1971 Präsident der International Union of Local Authorities. Als kommunaler Spitzenvertreter arbeitete er auch am Redcliffe-Maud-Report der Royal Commission on Local Government mit, die von 1966 bis 1969 Reformvorschläge für die Organisation der lokalen Selbstverwaltung machte. Für seine Verdienste wurde er 1954 als Commander of the Order of the British Empire ausgezeichnet und 1958 zum Ritter geschlagen.